# Matzingen
Matzingen é uma comuna da Suíça, no Cantão Turgóvia, com cerca de 2.397 habitantes. Estende-se por uma área de 7,7 km², de densidade populacional de 311 hab/km². Confina com as seguintes comunas: Aadorf, Frauenfeld, Stettfurt, Thundorf, Wängi.
A língua oficial nesta comuna é o Alemão.